# Gaetano Magazzari
Gaetano Magazzari (Bolonia, 1808-Roma, 27 de marzo de 1872) fue un compositor italiano. Se distinguió como profesor de música y como intérprete del chelo, el contrabajo, el piano y el órgano. 
Entre sus principales obras cabe mencionar el Himno de la Guardia Nacional de Roma, La tirolesa y especialmente El primer día del año, himno de homenaje al papa Pío IX, con letra de Filippo Meucci, que se estrenó el 1 de enero de 1847. Durante los primeros años del pontificado de Pío IX, este himno fue popularísimo en toda Italia, como símbolo de las corrientes renovadoras y liberales que agitaban la península frente a la dominación austriaca en el norte y los regímenes absolutistas de algunos de los estados italianos. Esa obra sirvió de inspiración para la música del himno nacional del Ecuador.[cita requerida]